# Kojperova leteća opservatorija
Kojperova leteća opservatorija (енгл. Kuiper Airborne Observatory; KAO) bio je nacionalni objekat kojim je upravljala NASA kako bi podržala istraživanja infracrvene astronomije.
Platforma sa koje se posmatra je prilično modifikovani mlazni avion Lokhid C-141A Starlifter (енгл. Lockheed C-141A Starlifter). Serijski broj 6110, registracija N714NA, pozivni znak NASA 714 sa dometom od 6 000 nautičkih milja (približno 11 000 km), sposoban da izvodi istraživanja na udaljenosti od 48 000 stopa (14 km).

## Istorijat
KAO je napravio nekoliko velikih otkrića, uključujući i prve snimke Uranovih prstenova 1977. godine i konačne identifikacije Plutonove atmosfere 1988. godine. Ova opservatorija je korišćena za proučavanje porekla i kretanje vode i organskih molekula u regionima formiranja zvezda i u ogromnom prostoru između zvezda. Astronomi koji rade na Kojperovoj opservatoriji su takođe proučavali diskove u okolini određenih zvezdi koje mogu biti u vezi sa formiranjem planetarnih sistema oko ovih zvezda. Merenjem infracrvenim spektrom na planeti Merkur 1995. godine su detektovali da nema kvarca ni olivina u njegovim površinskim stenama.
Posmatrajući još dublje u svemir, KAO astronomi su proučili moćne daleke infracrvene emisije od centra naše galaksije, kao i drugih okolnih galaksija. Takođe, iz ovog aviona uspeli su da prate proces nastajanja teških elemenata, poput gvožđa, nikla i kobalta od masivnih reakcija fuzije sa supernove SN 1987A.
Kojperova leteća opservatorija je izašla iz upotrebe 1995. godine i izložen je na Mofet Fildu, iako više nije sposoban za letenje. Nasledila ga je leteća opservatorija opremljena teleskopom sa većom blendom, Stratosferskom opservatorijom za infracrvenu astronomiju (енгл. Stratospheric Observatory for Infrared Astronomy, ili SOFIA). SOFIA je svoj prvi probni let izvršila 26. aprila 2007. godine, a teleskop je prvu svetlost identifikovao 26. maja 2010. godine. Početni rutinski letovi za naučna posmatranja su počela u decembru 2010. godine i astronomi koji rade na toj opservatoriji su najavili da će sa punom mogućnošću, SOFIA do 2014. moći obavljati oko 100 letova godišnje.

## Avion
Opservatorija je bila bazirana u istraživačkom centru Amos, NAS Moffett Field u Sanivejlu, Kalifornija. Stavljena je u pogon 1974. godine kao zamena za raniji model aviona, Galileo opservatoriju, koji je uništen prethodne godine u sudaru sa patrolnim avionom američke mornarice, Lockhid P-3C Orion.

## Teleskop
KAO teleskop je bio Kasagrenin teleskop sa zatvaračem od 36 inči (91,5 cm), dizajniran pre svega za posmatranja od 1 do 500 μm spektralnog opsega. Njegova sposobnost letenja dopušta mu da leti iznad gotovo sve vodene pare u Zemljinoj atmosferi (omogućavajući mu posmatranje infracrvenog zračenja koje je blokirano pre nego što stigne do objekata na Zemlji), kao i putovanje do skoro bilo koje tačke na Zemljinoj površini za posmatranje.